# Fasciola hepatica
Grande douve du foie
Ne doit pas être confondu avec Petite douve du foie.
Espèce
La grande douve du foie (Fasciola hepatica) est un trématode de grande taille (2 à 3 cm de long sur 8 à 13 mm de large dans sa forme adulte). C'est un ver plat parasite infectant le foie et les voies biliaires des herbivores ruminants, particulièrement les ovins, souvent les bovins, et occasionnellement l'homme.

## Présentation
Elle est responsable d'une maladie parasitaire, la fasciolose ou distomatose hépatobiliaire. La douve vit dans les canaux biliaires, se nourrissant de tissu hépatique (épithélium des canaux biliaires, sang, bile). Elle grandit puis pond ses œufs, qui sont évacués avec les selles.
Le cycle de développement est complexe, le parasite se développant en plusieurs stades nécessitant un hôte intermédiaire (mollusque d'eau douce, dans des conditions écologiques bien définies) et un hôte définitif, habituellement un ruminant.
L'homme est un hôte accidentel qui se contamine en consommant des végétaux sauvages (cresson, mâche, pissenlit...) crus ou mal cuits. Par rapport aux ruminants, c'est un mauvais hôte définitif où la douve se développe moins bien et en petit nombre.
Il pourrait s'agir d'une zoonose réémergente, qui pourrait localement être favorisée par le dérèglement climatique.

## Épidémiologie

### Espèces affectées
Les ruminants, particulièrement les ovins, et dans une moindre mesure les bovins de même que les cervidés sont les espèces les plus souvent atteintes. Un grand herbivore domestique parasité peut héberger plusieurs milliers de douves dans son foie.
Cependant, la fasciolose peut également se développer chez d'autres espèces animales comme les porcins, les léporidés, et les rongeurs au régime alimentaire végétal aquatique ou semi-aquatique comme le ragondin; en ce qui concerne les équidés, si les poulains en sont plus souvent contaminés que les chevaux adultes, les ânes en revanche en sont victimes.
Elle affecte plus rarement l'espèce humaine qui se contamine par ingestion de végétaux sauvages crus ou mi-cuits, provenant de prairies où paissent des animaux infectés. L'humain est un mauvais hôte définitif (hôte inhabituel pour la douve) : nombre de larves meurent avant d'atteindre le stade adulte, et un humain parasité ne l'est que par 2 à 3 douves en moyenne. Ce qui n'empêche pas l'existence de formes graves.

### Répartition géographique et importance
Parasitose cosmopolite, posant un problème important dans plus de 80 pays, la fasciolose est plus fréquente dans les régions humides des zones tempérées d'Europe, d'Amérique du Nord, du Sud et d'Afrique.

#### Animaux

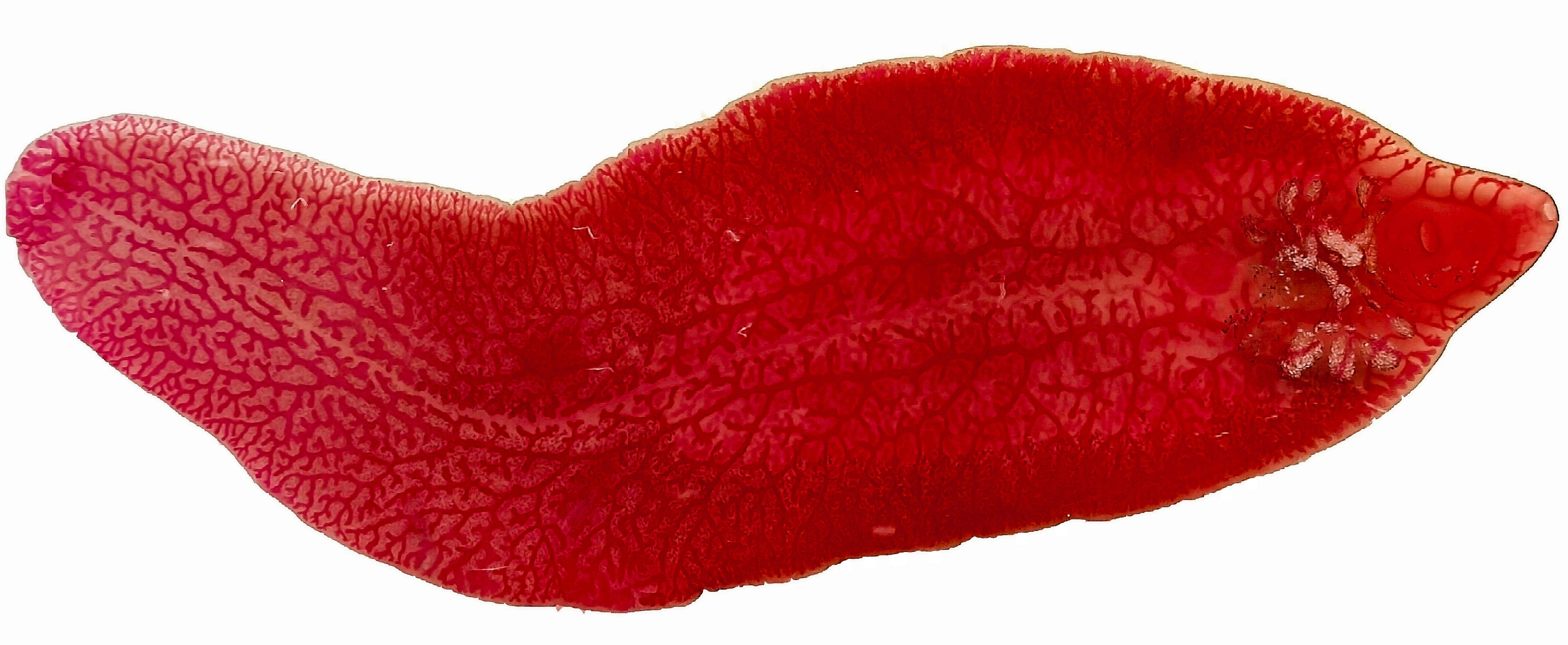
Anatomie interne (coupe longitudinale) de Fasciola hepatica.

Chez les ruminants, la fasciolose a une grande importance sur le plan économique car elle provoque des retards de croissance, des baisses de la production lactée, des saisies à l'abattoir et parfois des mortalités. On cherche à mieux comprendre ses caractéristiques écoépidémiologiques et géographiques.
En France métropolitaine, des cas sont régulièrement diagnostiqués en Sologne, dans le Massif central, en Normandie et en Vendée. Le risque de Fasciola hepatica pour le bétail a été évalué dans le département de la Haute-Vienne : le taux d'infestation global du mollusque intermédiaire (limnée tronquée) dans les pâturages est de 3,8 %, mais il varie de 1 à 7,4 % selon les localités, en fonction de l'altitude, des pluies, et de la température moyenne annuelle.
Chez le cheval, son incidence est difficile à apprécier en l'absence d'études épidémiologiques précises, de la difficulté de son diagnostic ainsi que par une symptomatologie peu évocatrice.

#### Humains
Chez l'être humain, l'affection survient le plus souvent à la suite de l'ingestion de cresson de fontaine infecté (par des eaux de ruissellement provenant de pâtures). L'existence de formes frustes ou peu symptomatiques laisse supposer que tous les cas ne sont pas diagnostiqués à ce jour.
Chez l'humain, l'affection est souvent grave, difficile à maîtriser sauf au stade d'invasion. Dans les climats tropicaux, d'autres espèces sont observées comme Fasciola gigantica et Fasciola huski.
C'est la seule distomatose autochtone en France métropolitaine, où les cas de fasciolose humains sont devenus rares.
Les distomatoses humaines sont liées au péril fécal, à l'hygiène générale et à l'accès à l'eau. Elles affecteraient encore 40 millions de personnes dans le monde, principalement en Asie, dont entre 2,5 et 17 millions pour la distomatose à Fasciola hepatica ou F. gigantica (Afrique).
L'OMS estime à environ sept millions, le nombre de personnes à risque au Pérou, en raison de l'utilisation de jus de luzerne comme remède traditionnel dans les troubles digestifs et urinaires.

## Cycle biologique

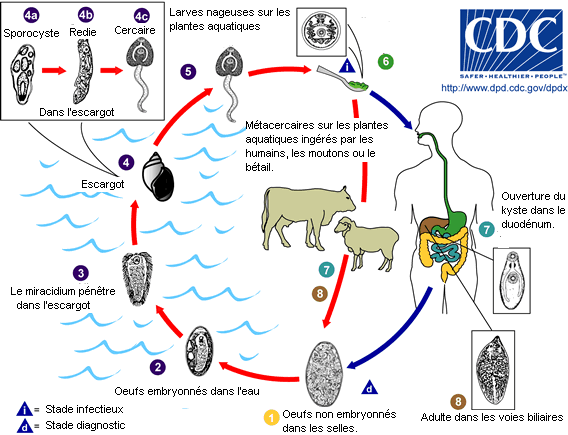
Cycle évolutif de Fasciola hepatica.

Le cycle complet de développement est de l'ordre de 6 mois, 3 mois de cycle endogène dans l'hôte définitif (de l'ingestion des métacercaires à la présence de douves adultes dans les canaux biliaires), et 3 mois de cycle exogène (de l'œuf aux métacercaires) dans le milieu extérieur et les hôtes intermédiaires obligatoires.
L'hôte intermédiaire obligatoire est un mollusque d'eau douce strictement défini, la limnée tronquée, vivant dans un milieu très précis (teneur chimique et organique de l'eau, température, profondeur, étendue, force du courant, végétation associée, etc.). Il faut donc d'abord que l'œuf tombe dans l'eau pour donner naissance à une larve nageant à la recherche du mollusque favorable. Il faut ensuite que ce mollusque précis soit présent dans le milieu aquatique, sinon la larve meurt, même s'il se trouve un grand nombre d'autres espèces de mollusques. La probabilité pour un œuf de trouver un hôte favorable est extrêmement faible.
Pour s'adapter à ces conditions, la douve présente une extraordinaire fécondité durant plusieurs années : plusieurs centaines de milliers d'œufs par mois pour un seul individu. À cette fécondité s'ajoute un phénomène de polyembryonnie, avec multiplication asexuée à différents stades larvaires. Il a été calculé que si tous ses œufs évoluaient, une seule douve pourrait avoir près de 40 milliards de descendants directs.

### Forme adulte
Les adultes de Fasciola hepatica vivent principalement dans les canaux biliaires et sont hermaphrodites (hermaphrodisme simultané). L'autofécondation est donc possible. Ils mesurent 2  à   3 cm de long sur 8  à   13 mm de large. Leur corps recouvert d'une pseudocuticule est aplati, foliacé (d'où le nom de Fasciola), de couleur beige rosé à brun pâle, de forme ovale avec une extrémité antérieure plus effilée : le cône céphalique et un élargissement scapulaire. Une ventouse buccale permet l'alimentation et une ventouse ventrale ou fixatrice permet la fixation.
Ils sont hématophages et se nourrissent du sang des capillaires de la paroi des canaux biliaires. Une douve adulte peut absorber 0,2 ml de sang par jour. Les adultes peuvent survivre plusieurs mois dans les canaux biliaires. La fécondation se fait par accouplement ventro-ventral entre deux individus ou par un seul via autofécondation pour pondre des œufs viables ; le réceptacle séminal stocke le sperme qui rejoint l'ovaire, puis les ovocytes maturent en traversant le long utérus avant d'être expulsés sous forme d'œufs.

### Œufs
Les œufs (140 × 80 µm) sont ovoïdes, operculés, de couleur jaunâtre avec un contenu granuleux et homogène. Leur élimination dans le milieu extérieur se fait par la bile puis les matières fécales, de façon irrégulière en fonction du rythme des vidanges biliaires (de 3 000 à 4 000 œufs peuvent être éliminés quotidiennement par un adulte). Le plus souvent l'œuf subit un premier développement embryonnaire avant d'être éliminé. Les œufs de Fasciola hepatica résistent peu de temps à la dessiccation ou au gel, mais peuvent survivre jusqu'à 1 ou 2 ans dans un environnement froid et humide.

### Phase embryonnaire
Dans le milieu extérieur, un embryon cilié se développe dans l'œuf et en sort au bout d'un laps de temps très variable (3 à 6 semaines). Il s'agit d'une minuscule larve ciliée : la larve miracidium, de forme triangulaire (mesurant 130 μm de long).
Cette larve va se déplacer à la recherche de son premier hôte intermédiaire, qui est toujours un mollusque d'eau douce du genre limnée,, essentiellement la limnée tronquée (Galba truncatula). La rencontre est favorisée par un phénomène de chimiotactisme (capacité du miracidium à détecter des substances chimiques présente dans le mucus du gastéropode).
La larve pénètre alors dans la cavité respiratoire du mollusque pour se transformer en une masse irrégulière appelée sporocyste (300 μm de diamètre). Le sporocyste se multiplie de façon asexué pour donner naissance à des organismes munis d'un tube digestif appelés rédies, nommées ainsi en 1837 par Fillipo De Filippi (1814-1867) en hommage à Francesco Redi (1626-1697).

### Rédies
Les rédies envahissent l'hépatopancréas du mollusque, s'y développent pour atteindre une taille de 1,3  à   1,6 mm de long, et, suivant les conditions climatiques, donnent d'autres rédies (ou rédies filles).

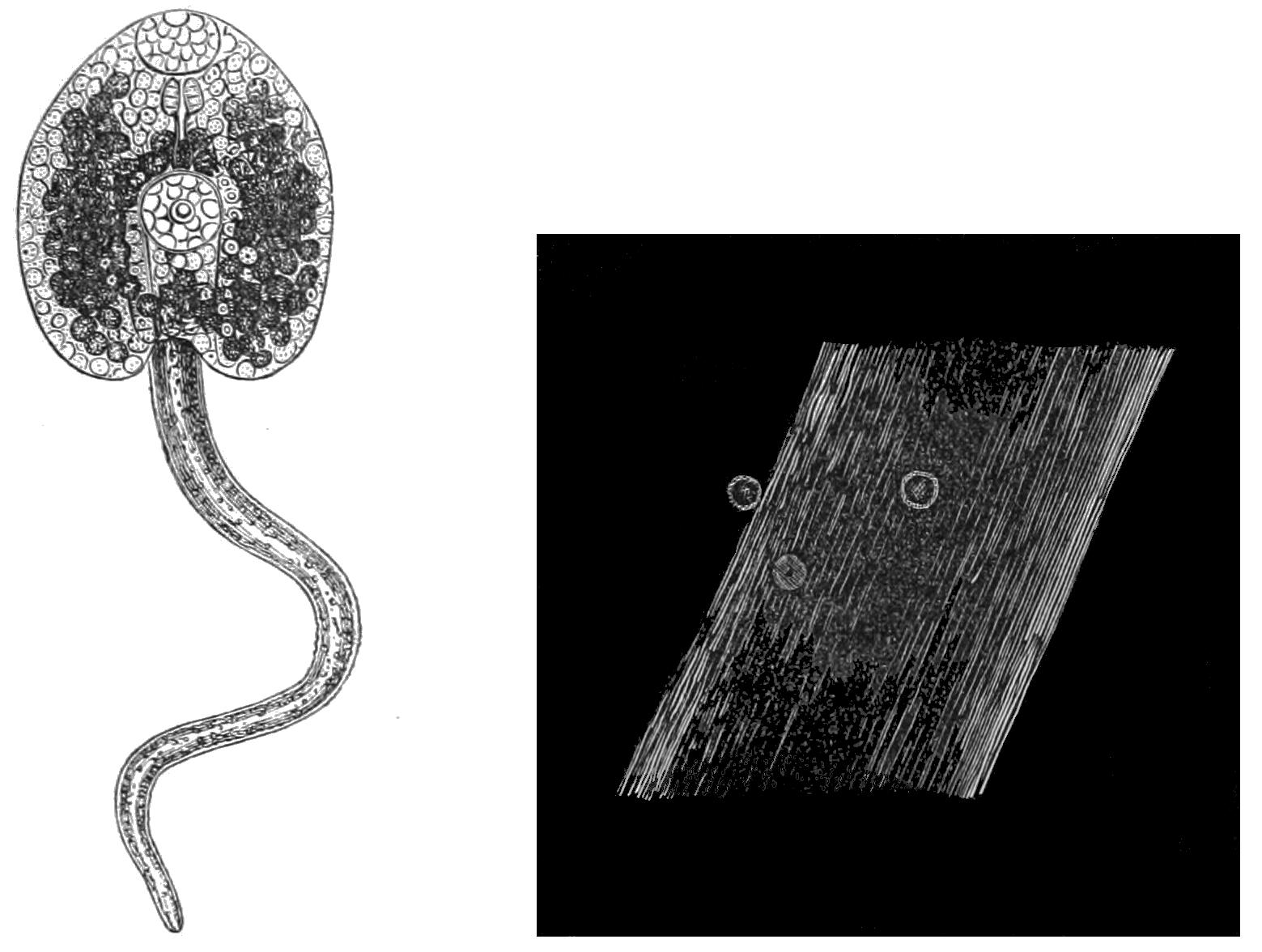
Cercaire libre circulant dans l'eau et métacercaire enkystées fixées sur un brin d'herbe.

Chaque rédie donne naissance à une vingtaine d'organismes particuliers : les cercaires, ressemblant à des tétards microscopiques. Ce sont des organismes dotés d'un tube digestif, de deux ventouses et d'une queue. Les cercaires (on peut en dénombrer jusqu'à 4 000 dans une même limnée) sont éliminées par la limnée lorsque le milieu extérieur est particulièrement humide.

### Cercaires
Les cercaires se fixent sur un végétal immergé. Elles perdent leur queue, s'entourent d'une coque résistante pour devenir des métacercaires enkystées (200 μm). Ce sont déjà des douves en miniatures sous leur forme résistante et infectante. Sur les végétaux immergés ou sur une prairie humide leur survie, en état de vie ralentie, peut durer de plusieurs mois jusqu'à un an, en attendant d'être ingérées par un hôte définitif convenable. En revanche, elles sont rapidement détruites par un climat chaud et sec.
L'infestation se fait par ingestion de végétaux porteurs de métacercaires. Les kystes ainsi ingérés sont dissous dans l'intestin et libèrent des douves immatures qui migrent de l'intestin vers le parenchyme hépatique (en moins d'une semaine) en passant par la cavité péritonéale. Les jeunes douves, se nourrissant de tissu hépatique, migrent au travers du parenchyme en augmentant de taille et gagnent les canaux biliaires en 7 à 8 semaines. En quelques semaines ces jeunes douves deviennent adultes et acquièrent leur maturité sexuelle.

## Clinique chez l'homme
Dans les pays d'élevage, c'est en consommant du cresson sauvage ou de cressonnière (bassin d'eau courante où l'on fait croître le cresson) mal protégée, ainsi que du pissenlit de prairies humides, que l'homme s'infecte.
Mauvais hôte définitif pour cette douve, il ne fait le plus souvent que des formes infracliniques, méconnues ou révélées au hasard d'une sérologie ; ainsi s'explique l'apparent paradoxe de taux de distomatoses humaines cliniques très faible dans des régions où le cheptel est massivement atteint. La sévérité des formes cliniques dépend de la quantité de métacercaires ingérées.
Après une incubation muette d'une à deux semaines, la période d'invasion s'installe progressivement dans une symptomatologie de toxi-infection mal déterminée à participation hépatique, avec troubles allergiques et hyperéosinophilie à 70 - 80 %. Cette période, qui dure 2 à 3 mois, correspond à la migration des jeunes douves à travers le tissu hépatique et à leur maturation sexuelle.
Elle est suivie d'une période d'état et de chronicité proprement hépatobiliaire. Le malade se présente comme un hépatique : gros foie douloureux, crises d'angiocholite, troubles de l'excrétion biliaire avec alternance de diarrhée et de constipation, petites phases d'ictère et épisodes de coliques hépatiques. L'état général se dégrade progressivement, avec asthénie, amaigrissement et anémie, tandis que l'éosinophilie se stabilise autour de 10 %.
L'évolution, non diagnostiquée et/ou non traitée, est particulièrement traînante (une douve dans les voies biliaires peut vivre dix ans). Elle peut aboutir à des complications graves comme des hémorragies, des hématomes sous-capsulaires, une cirrhose biliaire secondaire.

## Diagnostic

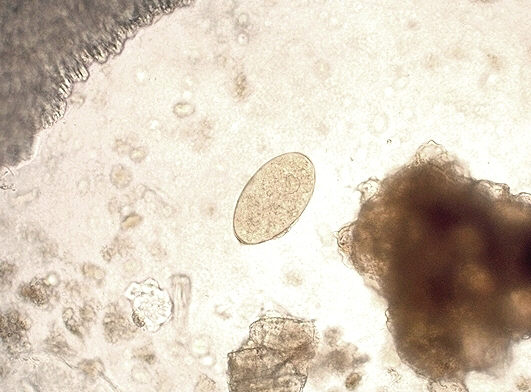
Œuf microscopique de Fasciola hepatica.

À la phase de début, le diagnostic est évoqué devant une hyperéosinophilie sanguine élevée (plus de 1 000 par mm3, pouvant atteindre 5 000 par mm3), ce qui oriente vers des recherches sérologiques : immunoélectrophorèse, immunofluorescence indirecte.
À la période d'état (à partir du 3e mois d'infestation), l'hyperéosinophilie est inconstante, mais la découverte des œufs dans les selles devient possible par un examen parasitologique. Ce qui donne un diagnostic de certitude dans 35 % des cas environ. En cas de négativité, on peut répéter cet examen plus tard, ou rechercher les œufs par tubage duodénal.
Dans certains cas, l'échographie ou le scanner hépatiques peuvent aider au diagnostic.

## Traitement
La prophylaxie consiste à éviter de consommer les vecteurs végétaux tels que le cresson de fontaine ou sauvage.
Le traitement à la phase d'invasion est le triclabendazole à la dose unique de 10 mg·kg-1, avec parfois nécessité de doubler la dose. Quelquefois, une cholangiographie rétrograde permet de retirer des douves.
Après traitement les signes cliniques et biologiques disparaissent en 3 à 6 mois.